# Kokang

Situation du Kokang (en vert) au sein de l'État Shan (en jaune) et de la Birmanie (en beige)

Le Kokang (en birman: ကိုးကန့်; en mandarin: 果敢; en pinyin: Guǒgǎn) est une région culturelle du nord ouest de la Birmanie, dans l'état Shan. Il couvre une surface de 1 895 km2 et est délimité à l'ouest par le fleuve Salouen et au sud par la rivière Nan Ting qui le sépare du reste de l'État Shan et à l'est par la frontière chinoise avec la province du Yunnan. La région constitue la zone autonome du Kokang (en) dont la capitale, Laukkai, est la plus grande ville de la région. En 2009, la population du Kokang s'élevait à environ 150 000 habitants dont 90% étaient des chinois du Kokang (en).
Le Kokang est d'abord sous le contrôle des royaumes bais de Nanzhao de 737 à 902 puis de Dali de 937 à 1253. En 1253, le royaume de Dali est envahi par l'empire mongol puis est récupéré par la dynastie Ming. Durant les 17e et 18e siècles, des Chinois hans viennent s'installer dans le Kokang jusqu’à surpasser en nombre les populations autochtones. En 1739 est créée la Chefferie du Kokang (en) par le clan han des Yang, une entité autonome de l'empire Qing qui administre la région. Après l'annexion de la Haute-Birmanie par les Britanniques en 1885, des négociations ont été engagées pour tracer la frontière avec la Chine. Elles ont abouti en 1897 et le Kokang est passé sous souveraineté britannique. Le secteur est devenu une partie de l'État de Hsenwi, tout en restant un sous-État autonome jusqu’à sa pleine intégration en 1959 à la Birmanie.
Depuis l'indépendance de la Birmanie, cette région subit des rébellions sporadiques.

## Étymologie
Le nom de Kokang vient du nom birman ကိုးကန့် dérivant lui même du nom shan ၵဝ်ႈၵူၼ်း (kāokúun, « neuf personnes ») ou ၵဝ်ႈၵၢင် (kāokǎang, « neuf gardes »).

## Histoire

### Royaumes Bais
Le Kokang est d'abord sous le contrôle du royaume bai de Nanzhao de 737 à 902. Après le renversement du royaume de Nanzhao en 902, plusieurs royaumes se succèdent jusqu'en 937, date à laquelle le Kokang est intégré dans le nouveau royaume de Dali. Le royaume perdure jusqu'en 1253 où il est envahi par les Mongols pendant la conquête de l'empire Song. La dynastie au pouvoir, le clan Duan, conserve le contrôle du royaume mais celui-ci devient un vassal de la dynastie Yuan. En 1274, les Yuans créent la province du Yunnan qui correspond aux anciennes frontières du royaume de Dali et mettent en place le système des chefferies autonomes, les Tusi, inspiré du système jimi de la dynastie Tang. Le Kokang est intégré dans un tusi du Yunnan.

### Chefferie du Kokang
En 1739, Yang Shien-tsai (en chinois simplifié: 楊獻才/杨献才; en pinyin: Yáng Xiàncái) fonde l'État de Xingdahu (en chinois simplifié: 兴达户; en pinyin: Xīng Dáhù) dans le Kokang qui reste un vassal de la dynastie Qing et dirigé par le clan Yang. Le nom de l'État est changé en 1795 pour Kokang par le roi Yang You Gen. En 1840, le gouverneur du Yunnan a attribué au clan Yang le statut héréditaire de tusi de la dynastie Qing.

### Colonisation britannique
Après la conquête de la haute Birmanie par le Royaume-uni en 1885, le Kokang est d'abord sous l'autorité de la Chine selon la convention frontalière sino-britannique signée en 1894. La région est finalement intégrée à la Birmanie britannique en février 1897.

## Prétendant au trône de Kokang
- 1959-1971 : Sao Edward Yang Kyein, dernier Saopha de Kokang
- Oscar Yang, fils ainé du précédent